# Frank Wild
John Robert Francis Wild (Skelton, 1873 — Klerksdorp, 19 de agosto de 1939), ou simplesmente Frank Wild, foi um explorador que participou de várias expedições à Antártica, como a Expedição Discovery, Expedição Nimrod, Expedição Transantártica Imperial e Expedição Shackleton–Rowett.